# Bulletin of Mathematical Biology
Bulletin of Mathematical Biology é uma revista científica publicada pela Springer. Publica as notícias oficiais da Society for Mathematical Biology. A revista foi criada em março de 1939, com o nome de Bulletin of Mathematical Biophysics.